# Église anglicane de la Région centrale d'Amérique

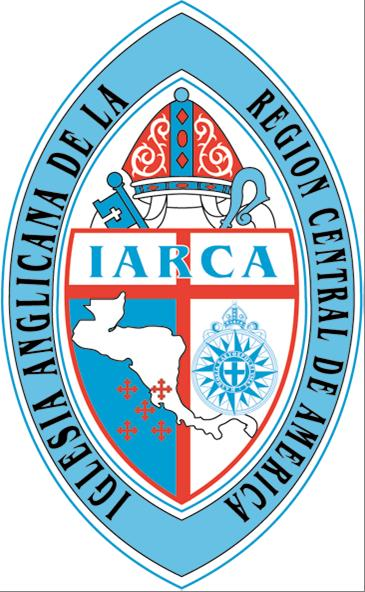
Blason de l'église anglicane de la région centrale d'amérique.

L'Iglesia Anglicana de la Region Central de America ((es) : Église anglicane de la Région centrale d'Amérique) est une province de la Communion anglicane. Elle est présidée par le très révérend Armando Roman Guerra Soria, évêque du Guatemala et Primat de la Province.

## Historique
La province est une des plus récentes dans la Communion anglicane, elle est constituée des diocèses du Guatemala, du  Salvador, du Nicaragua, du Costa Rica et du Panama. À l'exception du Costa Rica, tous étaient des diocèses de l'Église épiscopalienne des États-Unis d'Amérique. L'Église a été présenté par la Société pour la propagation de l'Évangile où l'Angleterre a administré deux colonies en Amérique centrale, le Belize (1783-1982) et Moskitia (1740-1894). Des années plus tard les peuples afro-antillais ont apporté leur christianisme anglican avec eux.

## Organisation
Elle compte cinq diocèses, son actuel primat est l'évêque Armando Roman Guerra Soria, évêque du Guatemala.
| Diocèse               | Évêque                     | Siège        | Territoire |
| --------------------- | -------------------------- | ------------ | ---------- |
| Diocèse du Costa Rica | Hector Monterroso          | San José     | Costa Rica |
| Diocèse du Guatemala  | Armando Roman Guerra Soria | Guatemala    | Guatemala  |
| Diocèse du Nicaragua  | Sturdie Downs              | Managua      | Nicaragua  |
| Diocèse du Panama     | Julio Murray               | Balboa       | Panama     |
| Diocèse du Salvador   | Martin de Jesus Barahona   | San Salvador | Salvador   |